# 語法摺疊
語法摺疊功能允許用戶掩藏和顯露原始代碼內部分區塊。這個功能有助於對代碼結構的整體了解。

## 有摺疊功能的編輯器
許多文字編輯器提供了摺疊功能，其中有：
- EditPad Pro （页面存档备份，存于）
- Emacs
- EmEditor
- Folding Text Editor （页面存档备份，存于）
- GridinSoft Notepad
- jEdit
- Kate
- KWrite
- LEXX/LPEX（OED編輯器）
- Notepad++
- RJ Text Editor
- SciTE
- STET
- TextMate
- UltraEdit
- Vim
- Visual Studio
- XEDIT（不過它是使用腳本提供摺疊功能）
- Zeus IDE

## 外部連結
- SciTE主頁 （页面存档备份，存于）
- Notepad++ 主頁 （页面存档备份，存于）